# Volčje Njive
Volčje Njive este o localitate din comuna Mirna, Slovenia, cu o populație de 51 de locuitori.